# Etzlinsweiler Bach
Der Etzlinsweiler Bach ist ein etwas über zwei Kilometer langer Bach im Gebiet der Stadt Künzelsau im Hohenlohekreis im nordöstlichen Baden-Württemberg, der nach ungefähr nördlichem Lauf zwischen deren Dörfern Kocherstetten und Morsbach von links in den unteren Kocher mündet.

## Geographie

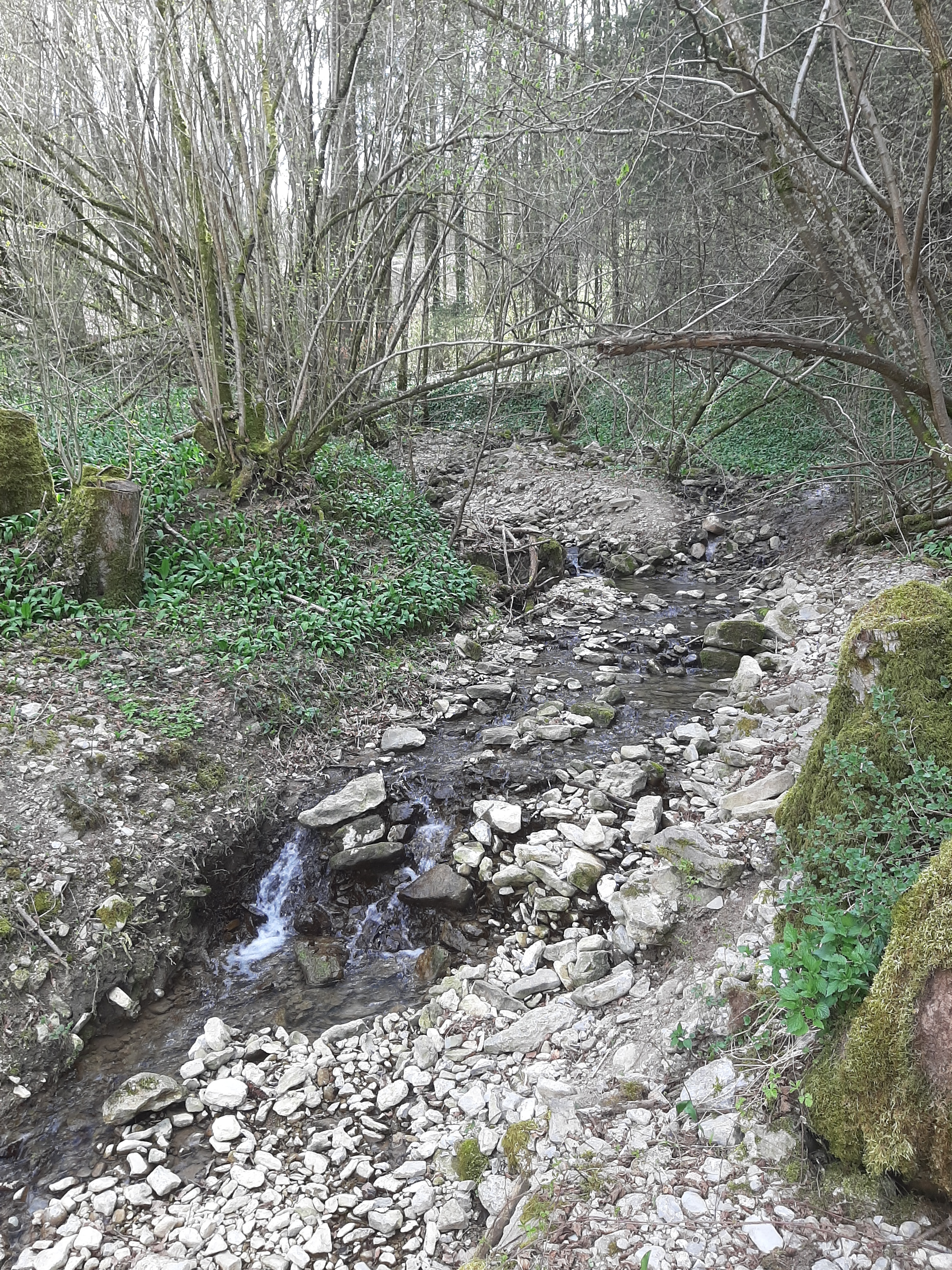
Etzlinsweiler Bach kurz vor der Mündung unterhalb der L 1045

### Verlauf
Der Etzlinsweiler Bach entsteht heute am nordwestlichen Ortsrand des kleinen Künzelsauer Weilers Etzlinsweiler auf etwa 384 m ü. NHN gegenüber dem Haus Nr. 4 an der von Nordwesten von der K 2373 zwischen Kupferzell-Künsbach und Morsbach herführenden Erschließungsstraße. Dort beginnt ein etwa 15 Meter breiter grasiger Streifen mit einem Graben in der Mitte, der sich durch ein großes Feld im Gewann Hofwiesen nordnordostwärts bis zu einem größeren Waldgebiet auf der linken Höhe des Flusstals im Inneren des Kocherstettener Kocherknies zieht, in das der Bach einen halben Kilometer nach seinem Anfang dann eintritt.
Zwischen dem Klettenberg rechts (bis ca. 408 m ü. NHN) und zunächst der Haselhöhe links  (bis ca. 401 m ü. NHN) schneidet sich der Bach im Wald dann in eine der landschaftstypischen Klingen ein und wechselt dabei auf etwa nordnordwestlichen Lauf. Nach einem Zufluss von Südwesten aus dem Binsenholz, der auf seinem unteren Abschnitt ebenfalls in einer Klinge läuft, setzt sich die linke Talflanke nun im Breitenberg fort und eineinviertel Kilometer nach dem Waldeintritt grenzt jenseits der Bäume am Ufer in Gestalt einer Hangwiese erstmals wieder offenes Gelände linksseits an den Bach. Wenig danach fließt er verrohrt unter einem Lagergelände hindurch, das neben der L 1045 Kocherstetten–Morsbach liegt, die dort höhenliniengleich eine kleine Schlinge ins Bachtal hoch schlägt.
Nach Unterqueren auch noch der Straße verläuft der Bach wieder natürlich in einem Wäldchen am untersten Jagsttalhang, wendet sich zuallerletzt nach Nordosten und mündet dann nahe beim Einzelanwesen Nr. 11 am Sackende des von Morsbach herführenden Kocherwegs auf etwa 222 m ü. NHN in den unteren Kocher. Gegenüber liegt wenig abwärts auf der anderen Flussseite die zum Stadtteil Kocherstetten gehörende Buchenmühle.
Der Etzlinsweiler Bach mündet nach ca. 2,2 km langem Lauf mit mittlerem Sohlgefälle von etwa 74 ‰ rund 162 Höhenmeter unterhalb seines Ursprungs. Er hat nur unbeständig Durchfluss.

### Einzugsgebiet
Der Etzlinsweiler Bach hat ein 2,4 km² großes Einzugsgebiet, das naturräumlich gesehen in den Kocher-Jagst-Ebenen liegt, mit seinem überwiegenden höheren und mittleren Anteilen in den östlichsten Ohrnwaldriedeln des Unterraums Westliche Kocher-Jagst-Ebenen, mündungsnah dann im Unteren Kochertal des Unterraums Kochertal. Der höchste Punkt liegt an der östlichen Wasserscheide auf dem Klettenberg.
Reihum grenzt es an die Einzugsgebiete der folgenden Nachbargewässer:
- Im Nordosten und im Osten jenseits des Klettenbergs gibt es außer dem aufnehmenden Kocher keine Konkurrenten;
- im Südosten fließt wenig außerhalb der nächsthöhere linke Kocher-Zufluss Baierbach;
- im Süden und Südwesten liegt jenseits der wenig prominenten Wasserscheide auf der Hochebene Einzugsgebiet des Bauersbach, des rechten Künsbach-Oberlaufs;
- im übrigen Westen entwässert ein Graben das anliegende Gebiet von rechts zum Künsbach;
- im Nordwesten fließt dessen nächster linker Zufluss Morsbach zum Kocher im Ort Morsbach.

Auf etwa zwei Dritteln des Einzugsgebietes steht Wald. Seine offenen Anteile liegen fast nur im Süden auf der Hochebene um Etzlinsweiler und werden fast vollständig beackert. Der Weiler Etzlinsweiler mit nur einem guten halben Dutzend Hausnummern ist auch der einzige Ort im Einzugsgebiet, das nur sehr wenig besiedelt ist. Es liegt weit überwiegend im Stadtgebiet von Künzelsau; allein um Etzlinsweiler gibt es darin kleine gewässerfreie Randbereiche von unter 10 % der Gesamtfläche, die zur Gemeinde Kupferzell gehören.

### Zuflüsse und Seen
Liste der Zuflüsse und  Seen von der Quelle zur Mündung. Gewässerlänge, Seefläche, Einzugsgebiet und Höhe nach den entsprechenden Layern auf der Onlinekarte der LUBW. Andere Quellen für die Angaben sind vermerkt.
Alle Fließgewässer haben wie der Etzlinsweiler Bach selbst nur zeitweiligen Durchfluss.
Ursprung des Etzlinsweiler Bachs auf etwa 384 m ü. NHN am nordwestlichen Ortsrand von Künzelsau-Etzlinsweiler gegenüber dem Haus Nr. 4 an der erschließenden Straße.
- (Waldbach), von links und Südwesten auf etwa 325 m ü. NHN, ca. 0,3 km und ca. 0,4 km². Entsteht auf etwa 365 m ü. NHN zwischen den Gewannen Binsenholz im Nordwesten und Haselhöhe im Südosten aus dem Zusammenfluss seiner beiden Oberläufe.
  - (Waldrinnsal aus der Haselhöhe), rechter Oberlauf aus dem Südwesten, über 0,3 km mit Versickerungsstrecke und ca. 0,2 km². Entsteht auf etwa 386 m ü. NHN am Waldrand zu einer Wiese im Flurgewann Zorn.
    -  Durchfließt auf etwa 375 m ü. NHN einen Waldteich, etwas über 0,1 ha.[LUBW 7]

  - (Waldrinnsal aus dem Binsenholz), linker Oberlaúf aus dem Westen, ca. 0,4 km und ca. 0,1 km². Entsteht auf etwa 392 m ü. NHN nahe am Waldrand zum Ackergewann Stehler.
    -  Durchfließt auf etwa 380 m ü. NHN einen Stauteich am Rand einer Waldwiese, sehr ungefähr 0,1 ha.[LUBW 7]
- (Waldrinnsal), linksseits von etwa 382 bis 370 m ü. NHN zwischen den Waldgewannen Binsenholz und Breitenberg, unter 0,2 km.[LUBW 8] Endet weit oberhalb des Etzlinsweiler Bachs, unter 0,2 km.[LUBW 8]

Mündung des Etzlinsweiler Bachs von links und zuallerletzt Südwesten auf ca. 222 m ü. NHN nahe dem Einzelanwesen Kocherweg 11 weit vor Morsbach. Der Bach ist ca. 2,2 km lang und hat ein 2,4 km² großes Einzugsgebiet.

### Alte Läufe
Auf einem Messtischblatt aus dem 1930 beginnt der Lauf des Etzlinsweiler Bachs schon südöstlich von Etzlinsweiler an einer kleinen Waldinsel im Gewann Gießübel auf etwa 393 m ü. NHN, fließt durch Wiesenland auf den Weiler zu und durchquert diesen ohne offenen Lauf bis zum heutigen Ursprung, an dem damals anscheinend ein winziger Teich lag. Mit diesem alten Ursprung wäre der Bach etwa 0,4 km länger. Auf dieser vielleicht inzwischen dränierten Strecke, die auf der amtlichen Gewässerkarte zum Lauf gerechnet wird, liegt heute vor dem Weiler ein Acker ohne jeden Bachlauf. Der Bachlauf ab Etzlinsweiler war damals noch nicht begradigt, verlief mit kurzen Seitenästen geschlängelt in teils feuchtem Wiesenland bis zum Beginn seiner Waldklinge, in welcher er auch heute noch weithin natürlich fließt.
Auch der rechte Oberlauf des großen linken Zuflusses setzte damals schon etwa 0,1 km früher in der Wiese Zorn ein, während dieser Ast heute erst im Wald aus einem Dränagerohr ans Tageslicht tritt.

## Geologie
Der Lauf des Etzlinsweiler Bachs beginnt in Schichthöhe des Lettenkeupers (Erfurt-Formation), der auf den Höhen beidseits des Tales große Flächen bis nahe an den Kochertalrand im Norden bedeckt. Darunter folgt der Obere Muschelkalk, in den sich der Bach selbst schon vor seinem Waldeintritt eingeschnitten hat. Etwas vor der links am Lauf liegenden Unterhangwiese setzt dann auf dem Talgrund der Mittlere Muschelkalk und unterhalb der Jagsttalstraße der Untere Muschelkalk ein, in dessen Schichthöhe der Bach mündet.
Diese mesozöischen Schichten sind teilweise durch viel jüngere Schichten überdeckt. Auf den Wasserscheiden der Hochebene um Etzlinsweiler liegt Lösssediment aus quartärer Ablagerung. Der Oberlauf ist vom Bachanfang bis etwa zum Waldeintritt von einem Band holozäner Schwemmablagerungen begleitet. Unterhalb der Jagsttalstraße verläuft der Bach bald in einem selbst abgelagerten Schuttfächer. Auf den Muschelkeuperhängen des Tals liegt weithin Blockschutt.
Ein das Tal querende Störungslinie zieht, teilweise nachgewiesen, teilweise nur vermutet, nordnordostwärts von der Haselhöhebis an den Nordrand des Einzugsgebietes, sie versetzt auf einem Abschnitt Lettenkeuper der linken Tiefscholle gegen Muschelkalk der rechten Hochscholle.
Im Einzugsgebiet gibt es zahlreiche Dolinen und Schwinden von in sie einfließenden Gerinnen, meist an der ASusstrichgrenze Lettenkeuper/Oberer Muschelkalk oder wenig darüber. Besonders groß ist unter ihnen das an der nördlichen Wasserscheide im Waldgewann Gauger auf dem Klettenberg liegende Sauloch, das mehrere Dutzend Meter breit und lang ist. Die Dolinen treten teilweise in Gruppen auf und zeigen ebenso wie die Neigung der Wasserläufe zur Austrocknung die Verkarstung des Muschelkalks an.

## Natur und Schutzgebiete
Der Etzlinsweiler ist ab seiner Waldklinge anderthalb bis sechs Meter breit. Er fällt anfangs über Kalkstufen herab, an der Seite gibt es dort Sickerquellen. Auch weiter abwärts hat er ein steiniges und geröllreiches Bett, in dem der Durchfluss oft aussetzt. Später im flacheren Klingenbereich beginnt er sich zu schlängeln. Am Lauf stehen meist Laubbäume.
Die unter → Geologie erwähnte Doline Sauloch ist als flächenhaftes Naturdenkmal ausgewiesen, ebenso der Teich im Binsenholz auf der Tallinie des linken Oberlaufs des einzigen bedeutenden Zuflusses. Ein etwa 22 ha großes Gebiet um den Mittellauf ist als Schonwald Etzlinsweiler Klinge ausgewiesen. Schon in dessen unterem Bereich und weiter bis zur Mündung läuft der Bach an der Westgrenze des Landschaftsschutzgebietes Etzlinsweiler Klinge, in dem er zuallerletzt unterhalb der Jagsttalstraße L 1045 mündet.